# Châteauroux (quận)
Quận Châteauroux là một quận của Pháp, nằm ở tỉnh Indre, ở vùng Centre-Val de Loire. Quận này có 11 tổng và 82 xã.

## Các đơn vị hành chính

### Các tổng
Các tổng của quận Châteauroux là: 
1. Ardentes
2. Argenton-sur-Creuse
3. Buzançais
4. Châteauroux-Centre-Val de Loire
5. Châteauroux-Est
6. Châteauroux-Ouest
7. Châteauroux-Sud
8. Châtillon-sur-Indre
9. Écueillé
10. Levroux
11. Valençay

### Các xã
Các xã của quận Châteauroux, và mã INSEE là: 
| 1. Ardentes (36005)               | 2. Argenton-sur-Creuse (36006)       | 3. Argy (36007)                       | 4. Arpheuilles (36008)          |
| 5. Arthon (36009)                 | 6. Baudres (36013)                   | 7. Bouesse (36022)                    | 8. Bouges-le-Château (36023)    |
| 9. Bretagne (36024)               | 10. Brion (36026)                    | 11. Buxières-d'Aillac (36030)         | 12. Buzançais (36031)           |
| 13. Celon (36033)                 | 14. Chasseneuil (36042)              | 15. Chavin (36048)                    | 16. Chezelles (36050)           |
| 17. Châteauroux (36044)           | 18. Châtillon-sur-Indre (36045)      | 19. Clion (36055)                     | 20. Cléré-du-Bois (36054)       |
| 21. Coings (36057)                | 22. Diors (36064)                    | 23. Déols (36063)                     | 24. Faverolles (36072)          |
| 25. Fléré-la-Rivière (36074)      | 26. Fontguenand (36077)              | 27. Francillon (36079)                | 28. Frédille (36080)            |
| 29. Gehée (36082)                 | 30. Heugnes (36086)                  | 31. Jeu-Maloches (36090)              | 32. Jeu-les-Bois (36089)        |
| 33. La Chapelle-Orthemale (36040) | 34. La Pérouille (36157)             | 35. La Vernelle (36233)               | 36. Langé (36092)               |
| 37. Le Menoux (36117)             | 38. Le Poinçonnet (36159)            | 39. Le Pont-Chrétien-Chabenet (36161) | 40. Le Pêchereau (36154)        |
| 41. Le Tranger (36225)            | 42. Levroux (36093)                  | 43. Luant (36101)                     | 44. Luçay-le-Mâle (36103)       |
| 45. Lye (36107)                   | 46. Montierchaume (36128)            | 47. Mosnay (36131)                    | 48. Moulins-sur-Céphons (36135) |
| 49. Murs (36136)                  | 50. Mâron (36112)                    | 51. Méobecq (36118)                   | 52. Neuillay-les-Bois (36139)   |
| 53. Niherne (36142)               | 54. Palluau-sur-Indre (36149)        | 55. Pellevoisin (36155)               | 56. Préaux (36166)              |
| 57. Rouvres-les-Bois (36175)      | 58. Saint-Cyran-du-Jambot (36188)    | 59. Saint-Genou (36194)               | 60. Saint-Lactencin (36198)     |
| 61. Saint-Marcel (36200)          | 62. Saint-Martin-de-Lamps (36201)    | 63. Saint-Maur (36202)                | 64. Saint-Médard (36203)        |
| 65. Saint-Pierre-de-Lamps (36206) | 66. Sassierges-Saint-Germain (36211) | 67. Selles-sur-Nahon (36216)          | 68. Sougé (36218)               |
| 69. Tendu (36219)                 | 70. Valençay (36228)                 | 71. Velles (36231)                    | 72. Vendœuvres (36232)          |
| 73. Veuil (36235)                 | 74. Vicq-sur-Nahon (36237)           | 75. Villedieu-sur-Indre (36241)       | 76. Villegongis (36242)         |
| 77. Villegouin (36243)            | 78. Villentrois (36244)              | 79. Villers-les-Ormes (36245)         | 80. Vineuil (36247)             |
| 81. Écueillé (36069)              | 82. Étrechet (36071)                 |                                       |                                 |